# Oslo
Oslo is de hoofdstad en grootste stad van Noorwegen. Het is ook de naam van een provincie en gemeente; de gemeente en provincie Oslo overlappen elkaar volledig. Oslo heeft circa 697.549 (2020) inwoners en is gelegen in het zuidoosten van het land, aan de noordzijde van de Oslofjord.

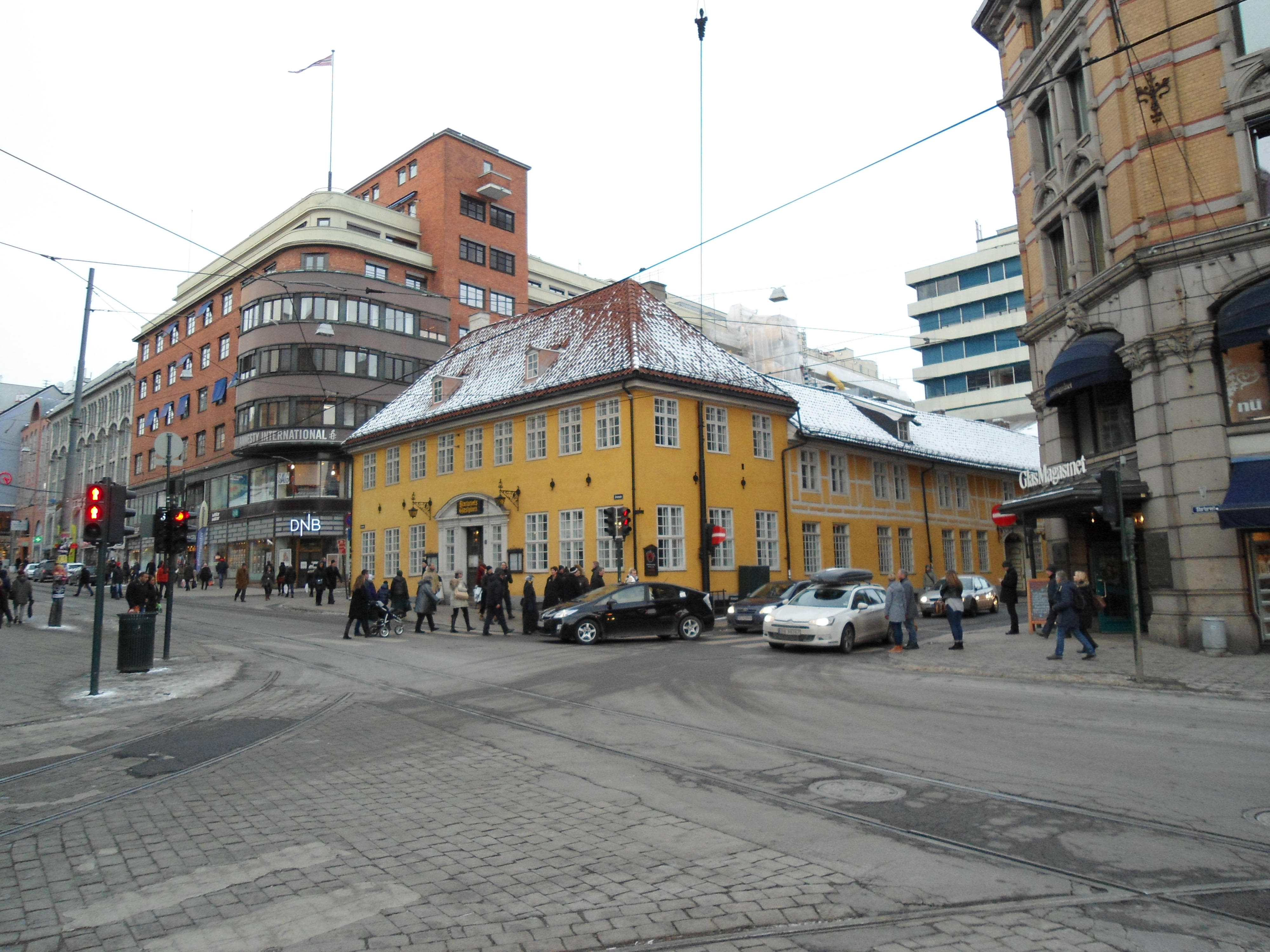
Oud en nieuw naast elkaar nabij de domkerk te Oslo

## Geschiedenis
Volgens Noorse sagen werd Oslo gesticht rond 1048 door koning Harald Hardråde. Recent archeologisch onderzoek heeft christelijke begraafplaatsen van vóór 1000 blootgelegd, wat bewijsmateriaal is voor de theorie dat verstedelijking van het gebied rondom Oslo al eerder was begonnen.
De oorsprong van de naam Oslo is enigszins onduidelijk. Lo betekent hoogstwaarschijnlijk "luwte" of "haven" en os kan verscheidene betekenissen hebben zoals "pantheons", "riviermonding" of "helling". De hoofdstad werd sinds de regeerperiode van Haakon V (1299-1319) voor het eerst permanent door een koning bewoond. Hij begon met de bouw van de vesting Akershus. Een eeuw later was Noorwegen het zwakkere deel in een personele unie met Denemarken, en de rol van Oslo werd verminderd tot die van een provinciaal administratief centrum, met koningen die vanuit Kopenhagen regeerden.
In 1624 werd de stad door een stadsbrand grotendeels verwoest, maar de Deens-Noorse koning Christiaan IV liet de stad iets meer naar het westen herbouwen (dicht bij de vesting Akershus) en hernoemde haar naar zichzelf: Christiania. De naam werd in 1877 naar de officiële spelling in Kristiania veranderd. In 1925 werd de naam naar de oude iets oostelijker gelegen stad weer terug veranderd in Oslo. Het oorspronkelijke Oslo werd van toen af Gamle Oslo of Gamlebyen genoemd.
Toen ik jong was, werd de hoofdstad van Noorwegen niet Oslo genoemd. Het werd Christiania genoemd, maar ergens in de geschiedenis besloten de Noren die mooie naam af te schaffen en het in plaats daarvan Oslo te noemen.— Roald Dahl

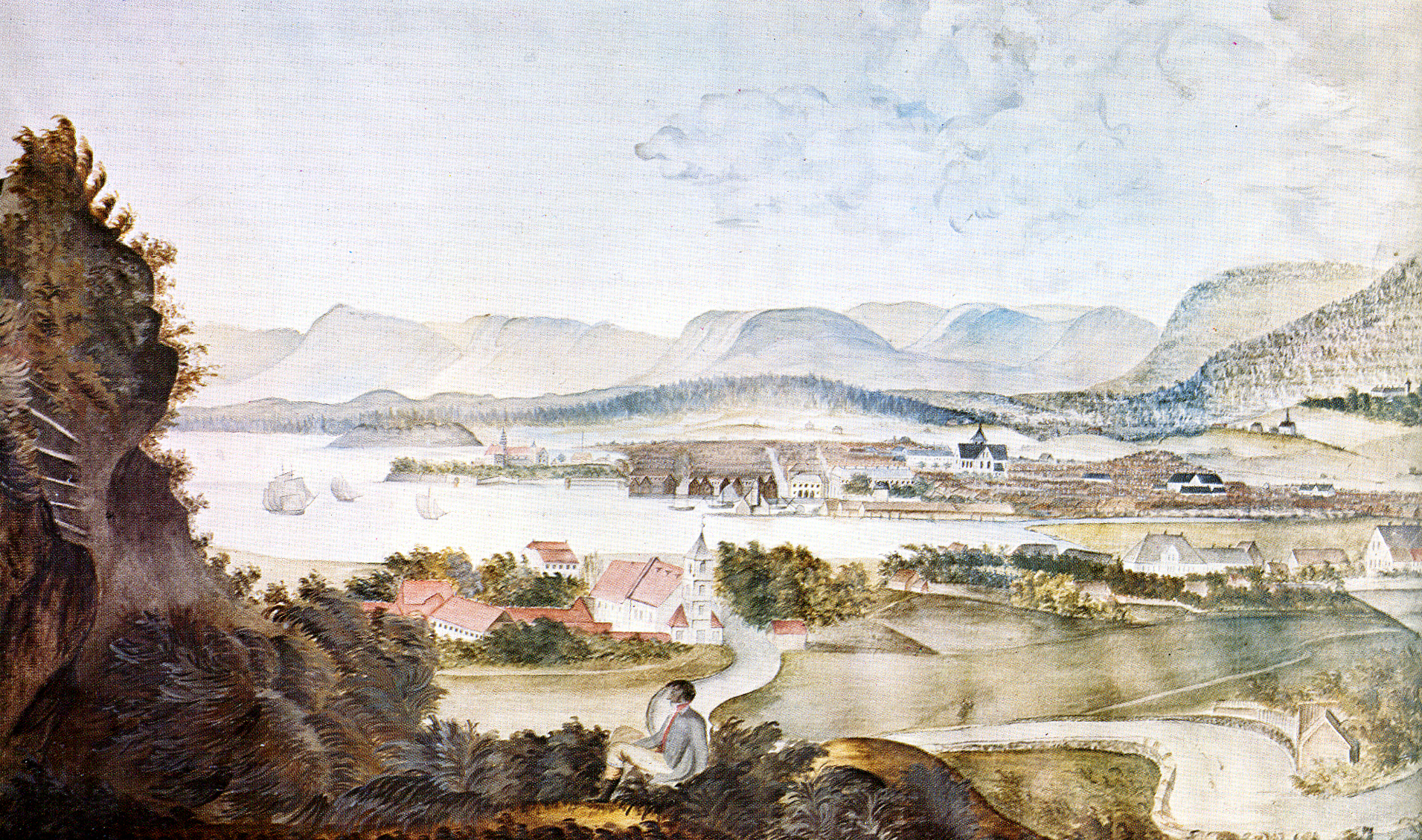
Christiania in 1814, geschilderd door Margrethe Kristine Tholstrup

Als Christiania was de stad begonnen om zijn gestalte als centrum van handel en cultuur in Noorwegen te herwinnen. Het feit dat de Universiteit van Oslo pas in 1811 werd opgericht had een ongunstig effect op de ontwikkeling van de natie. In 1814 werd Christiania een echte stad toen de unie met Denemarken werd beëindigd. Vele bezienswaardigheden werden gebouwd in de 19e eeuw, met inbegrip van het koninklijk paleis (1825-1848), het Storting (het Parlement) (1861-1866), de Universiteit en het nationale theater.
De volgende kunstenaars hebben een deel van hun leven in Oslo doorgebracht: Henrik Ibsen, Edvard Munch, Gustav Vigeland, Knut Hamsun en Sigrid Undset. Aan de twee laatstgenoemden werd de Nobelprijs voor literatuur toegekend.
In 1850 nam Oslo de positie van grootste stad in het land over van Bergen.
Met enige terughoudendheid is de stad door de jaren heen gegroeid. De traditionele landbouw en vissersgemeenschappen aan de rand van de stad werden langzaam verdreven door explosieve nieuwbouw, omdat de toestroom van nieuwe inwoners in Oslo bleef aanhouden. De neoklassieke stadsflats werden gebouwd tussen 1850 en 1900. Deze overheersen de architectuur rond het stadscentrum, met resten van "het renaissancenet van Christian Quart", behalve waar de krottenwijken in de jaren 60 werden gesloopt om moderne beton- en glas-laagbouw te construeren. 

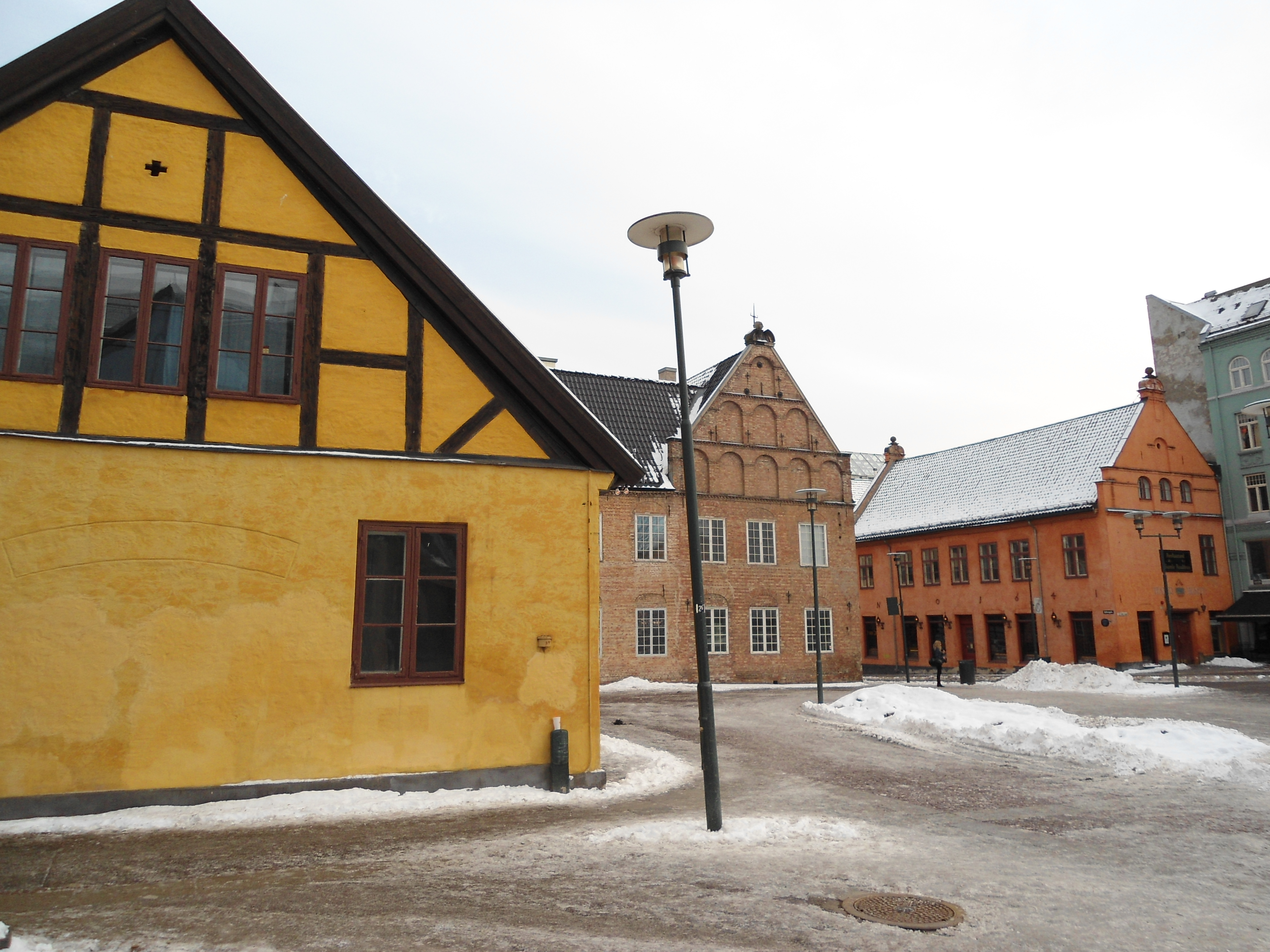
Plein aan de Radhusgata met drie 17e-eeuwse bouwwerken, waaronder het oude raadhuis van Oslo geheel rechts

Aangezien de oude gebouwen zeer duur in onderhoud zijn en niet worden onderhouden, wordt de stad als geheel niet als mooi ervaren, zelfs niet door de eigen inwoners.
Hoewel de meeste bossen en meren in de omgeving van Oslo privébezit zijn, is er grote publieke steun om deze gebieden niet te ontwikkelen.
Rond 1870 werd de stad door de auteur Bjørnstjerne Bjørnson als "de Tijgerstad" beschreven. Deze naam heeft in de loop van de jaren een bijna officiële status bereikt, zozeer zelfs dat tijdens het 1000-jarig jubileum bij het stadhuis een rij met tijgersculpturen werd onthuld. Een ruw beeld van de stad werd geschetst door Knut Hamsun in zijn roman Sult (Honger) uit 1890 (verfilmd in 1966 door Henning Carlsen).

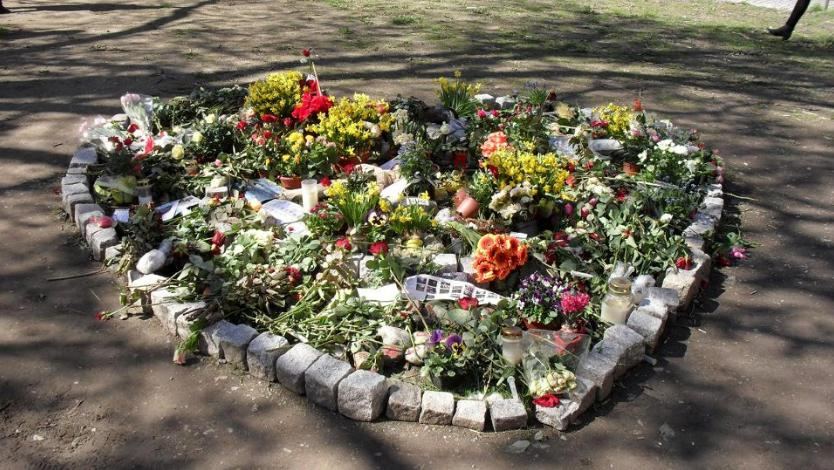
Herdenkingsplaats voor de aanslagen in het centrum van Oslo, begin 2012

Op 22 juli 2011 werd het regeringscentrum van Oslo getroffen door een aanslag met een krachtige autobom, die aan acht mensen het leven kostte. Enkele uren later werden op een jongerenkamp van de Noorse sociaaldemocraten op het 40 km ten westen van de stad gelegen eilandje Utøya 69 mensen vermoord. De dader van beide terreuracties was een extremistische Noor, Anders Behring Breivik.
Na tientallen jaren van conservatief-liberaal bestuur werd in 2015 een linkse gemeenteraad gekozen. Sindsdien wordt gewerkt aan plannen om het centrum autoluw te maken en de stadswijken door een fietspadennet te verbinden. In 2019 was Oslo de Groene hoofdstad van Europa.

## Bestuurlijke indeling
Na recente hervormingen op 1 januari 2004 is de stad verdeeld in 15 stadsdelen (Noors: bydeler) die voornamelijk zelfstandig zijn georganiseerd. Het stadscentrum en de landelijke/recreatieve gebieden hebben geen eigen beleid.

## Geografie

### Topografie

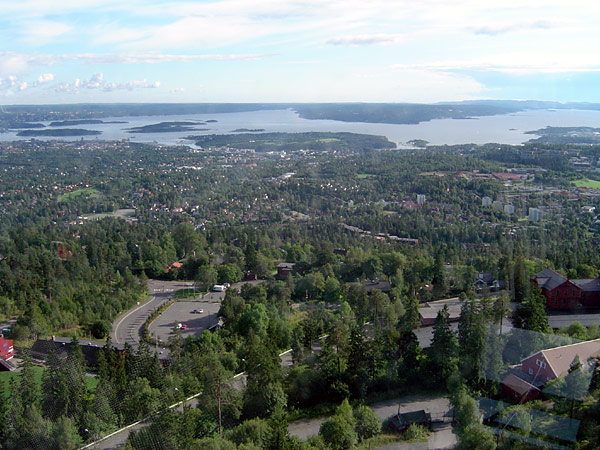
Overzicht van Oslo gezien vanaf de Holmenkollen

Oslo bezet een boog van land op het noordelijke eind van de Oslofjord. De fjord, die door het schiereiland Nesodden tegenover Oslo in tweeën wordt gedeeld, ligt in het zuiden; in alle andere richtingen wordt Oslo omringd door groene heuvels en bergen. Er zijn 40 eilanden binnen de stadsgrenzen, waarvan het grootste Malmøya is, met een oppervlakte van 0,56 km². Oslo heeft 343 meren, waarvan het Maridalsvannet (meer) het grootste is met een oppervlakte van 3,91 km². Dit meer is ook waar het drinkwater voor grote delen van Oslo vandaan komt. Het hoogste punt bedraagt Kirkeberget, 629 m.
Hoewel de bevolkingsomvang van de stad klein is in vergelijking met de meeste Europese hoofdsteden, bezet het een ongebruikelijk groot landgebied. Binnen de stadsgrenzen zijn er vele parken en open gebieden, die de stad een groene verschijning geven.
Oslo ligt in een slenkdal, Oslo Graben, dat deel uitmaakt ven het European Cenozoic Rift System (ECRIS). ECRIS loopt vanaf Oslo Graben naar de slenken van de Noordzee, de Beneden-Rijnslenk ten zuidoosten van het Ruhrgebied, de Boven-Rijnslenk ten noorden van Bazel en ten slotte het Rhônedal.

### Klimaat
Het klimaat door de seizoenen heen komt redelijk overeen met het klimaat in België en Nederland, al is het in Oslo in de lente en herfst en qua jaargemiddelde wel circa 3 graden kouder, en in de winter is het zelfs zo'n 6 graden kouder. Het klimaat in Oslo is continentaler dan in het westen van Noorwegen.  Gemiddeld ligt de temperatuur over 24 uur per dag genomen in de periode juni t/m augustus rond de 17 °C, net als in Nederland en België. De gemiddelde maximumtemperatuur ligt daar 4½ graden boven, op 21½ graden, net als in Nederland en België. In de winter is de gemiddelde temperatuur over 24 uur -2 °C.
Oslo heeft minder neerslag dan West-Noorwegen. Het gebied rond Oslo ontvangt het hele jaar door de minste neerslag van het hele land, met ongeveer 750 millimeter regen per jaar, wat vergelijkbaar is met Nederland en België. De neerslag valt voornamelijk in de zomermaanden.
De gemiddelde zonneschijnduur per jaar bedraagt circa 1650 uur, vergelijkbaar met Nederland en België. Op de langste dag is het bijna 19 uren licht en ook de resterende uren wordt het niet volledig donker. Op de kortste dag is het nog geen 6 uren licht.

## Bezienswaardigheden

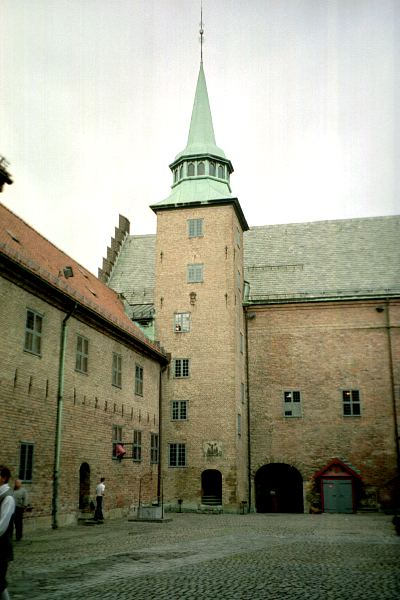
Akershus

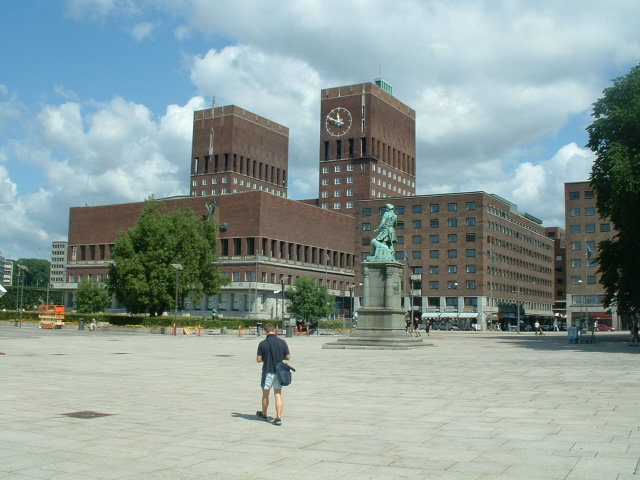
Raadhuis van Oslo

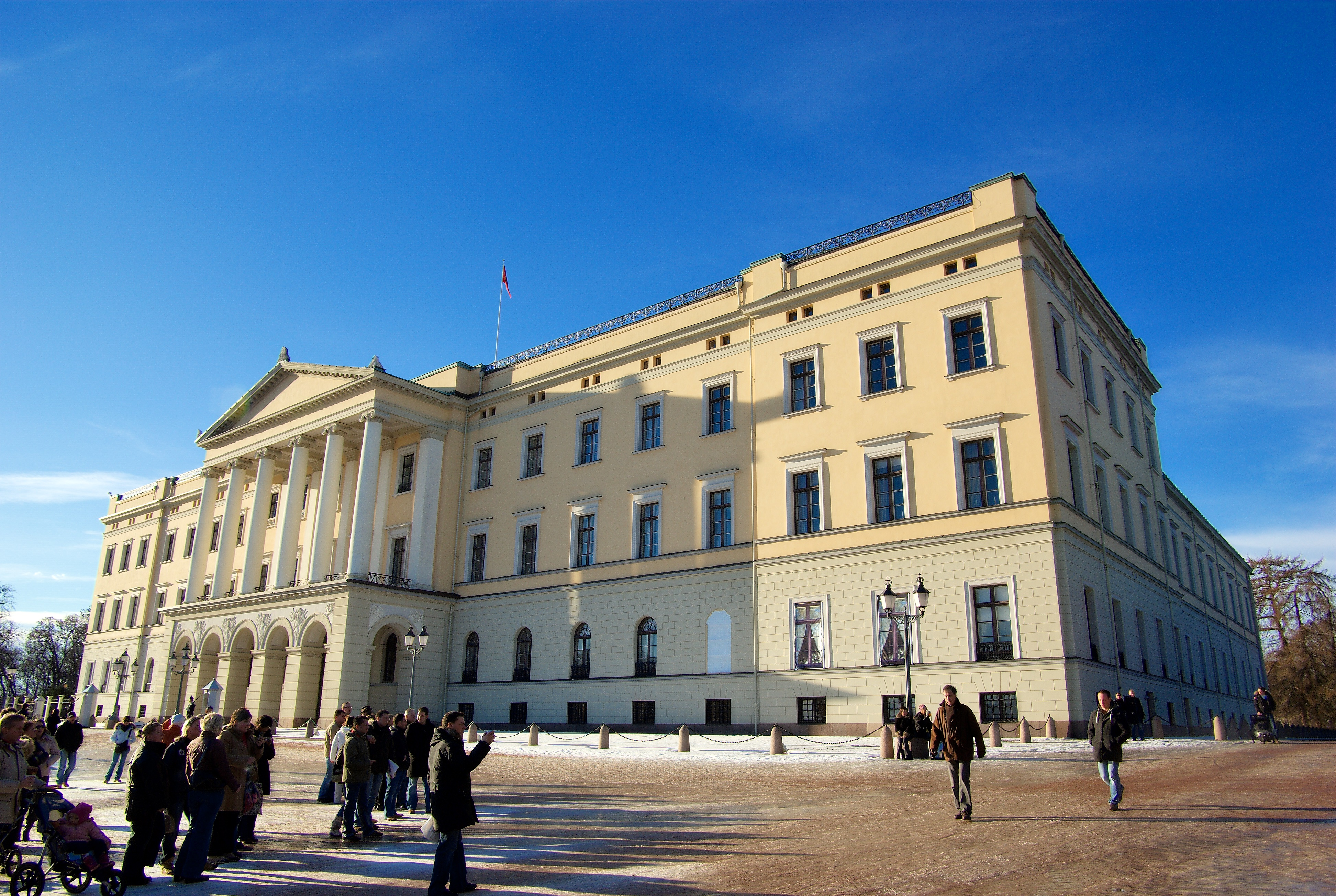
Het koninklijk paleis

De meeste bezienswaardigheden liggen op loopafstand van het centrum van de stad, met uitzondering van de bezienswaardigheden op het schiereiland Bygdøy.

### Akershus
In 1299 werd de bouw van het fort Akershus door Haakon V gestart en het heeft vele jaren de stad Oslo weten te beschermen tegen indringers. Door de jaren heen zijn er diverse verbeteringen aan uitgevoerd. In de 19e eeuw raakte het fort zijn militaire betekenis kwijt en werd het een bestuurlijk centrum voor het leger. Momenteel is het fort te bezichtigen als museum.

### Rådhuset
Het Rådhuset (stadhuis) van Oslo is ontworpen door Arnstein Arneberg en Magnus Poulsson. Zij wonnen de ontwerpwedstrijd die in 1918 was uitgeschreven. Het gemeentehuis is in 1950 geopend ter ere van de 900e verjaardag van de stad.

Het interieur van het gemeentehuis is versierd door diverse kunstenaars, Henrik Sørensen heeft bijvoorbeeld met zijn werk kunst en viering een complete wand versierd.
In de Rådhushallen wordt elk jaar de ceremonie gehouden voor de uitreiking van de Nobelprijs voor de Vrede.

### Karl Johans Gate
De Karl Johans Gate, vernoemd naar Koning Karel Johan, is de hoofdstraat in Oslo. Het verbindt het treinstation met het koninklijk paleis in bijna één rechte lijn. Langs deze straat staat ook het Noorse parlement (het Storting) en de monumentale Domkirke.
De hoofdstraat is samengesteld uit diverse oudere straten. Het oostelijke deel was onderdeel van de oorspronkelijke stad zoals die door koning Christiaan IV was ontworpen. Het westelijke gedeelte werd pas gebouwd na de bouw van het koninklijk paleis. Na de bouw van het Noors parlement werd de straat één geheel en vernoemd naar Karl Johan.
Verder is de 'Karl Johans Gate de toonaangevende winkelstraat van Oslo. Vrijwel alle internationale winkelketens zijn in deze straat te vinden.

### Koninklijk paleis van Oslo
Het Slottet (koninklijk paleis) werd gebouwd in de eerste helft van de 19e eeuw als Noorse verblijfplaats voor de Zweeds-Noorse koning Karl III (Karel XIV Johan van Zweden) en doet dienst als woning van de huidige Noorse koning. Prins Haakon en zijn vrouw wonen even buiten Oslo in Skaugum (in de gemeente Asker).
Het koninklijk paleis is ontworpen door de Deense architect Hans Ditlev Franciscus Linstow. De bouw heeft bijna 25 jaar in beslag genomen. Er is in de periode van 1825 tot 1849 aan gewerkt.

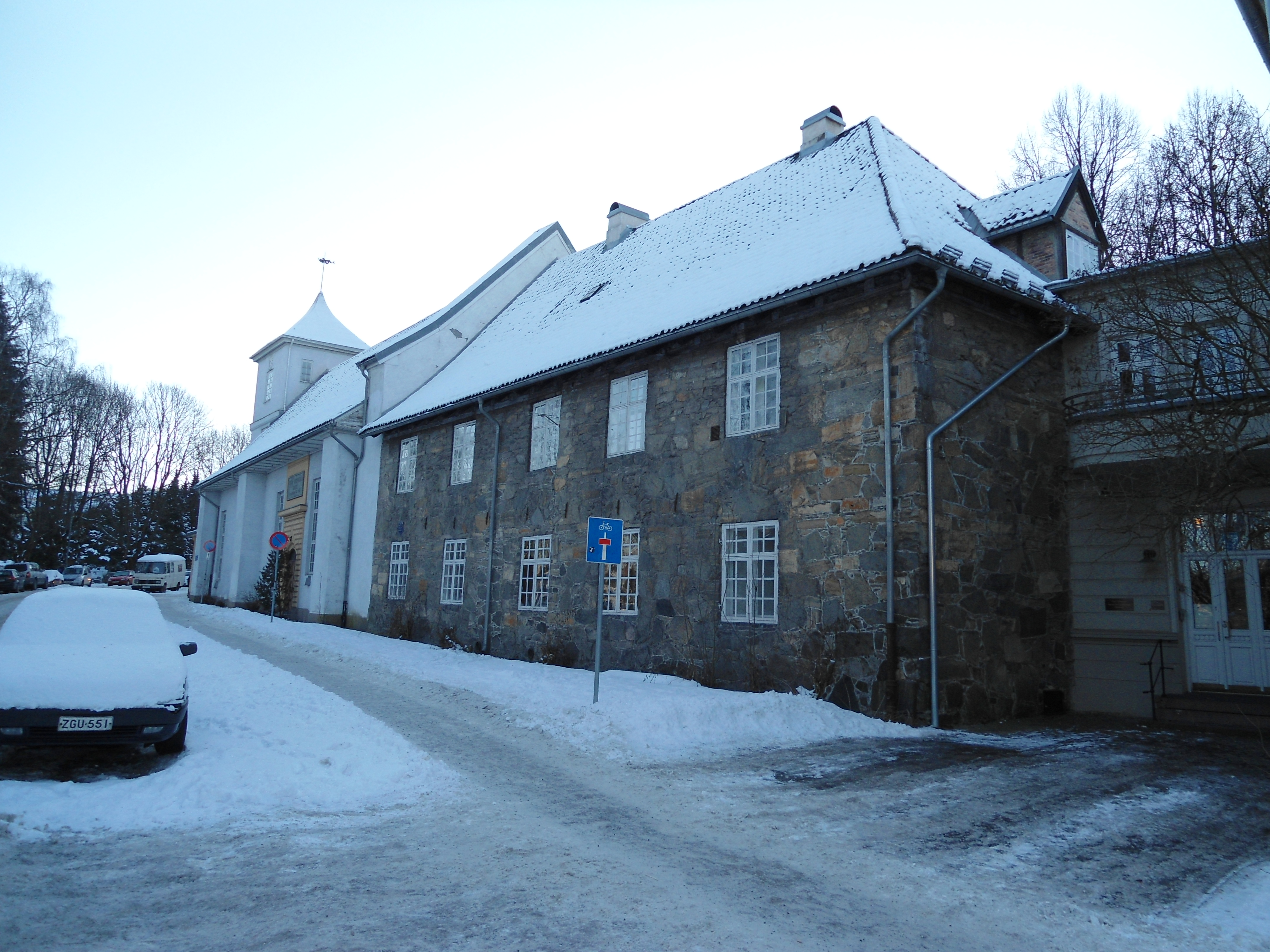
Hospitaalkerk met daar achter een stenen gebouw uit 1734 in de wijk Gamlebyen

### Gamlebyen
Dit stukje Oslo bevindt zich net ten oosten van het stadscentrum. Hier bevinden zich nog resten van middeleeuwse kerkgebouwen in Middelalderparken. Even verderop ligt het Oslo Hospital (gesticht 1538) met daar een in 1290 gesticht Franciscanenklooster. Van dit geheel zijn nog een kerkgebouw uit 1796 en een aangrenzend bouwwerk uit 1734 bewaard gebleven.

### Overige bezienswaardigheden
- Het Storting
Letterlijk vertaald De grote vergadering is het parlement van Noorwegen. Het parlement komt samen in het Stortinggebouw, ontworpen door Emil Victor Langlet.
- Het Vigelandpark in het Frognerpark
In het gratis toegankelijk Vigelandpark zijn vele stenen en bronzen beelden te bekijken.
- Springschans Holmenkollen
De springschans is gelegen op de Holmenkollen, een berg aan de rand van Oslo, en doet sinds 1892 al dienst als skischans.
- Het Operahuis; 12 april 2008 opende het nieuwe nationale opera & balletgebouw, gelegen aan de Oslofjord, op Bjørvika nabij het centrum van de stad.
- De Oude Aker-kerk, het oudste gebouw van de stad.
- MUNCH, het Nationaal Museum voor Kunst, Architectuur en Design (Nasjonalmuseet) en de Deichmanbibliotheek op Bjørvika.
- Het Nobel Vredescentrum.

## Godsdienst
De dominante religieuze stroming is de Evangelisch-Lutherse Kerk van Noorwegen. De Dom van Oslo is de hoofdkerk van het bisdom Oslo van de Kerk van Noorwegen.
Een kleine minderheid is rooms-katholiek. Oslo kent samen met Asker en Bærum een eigen bisdom. Het bisdom Oslo is een van de vijf oorspronkelijke bisdommen in Noorwegen die ontstonden rond het jaar 1070. De Sint-Olavkathedraal in Oslo is de zetelkerk van de rooms-katholieke bisschop.

## Cultuur

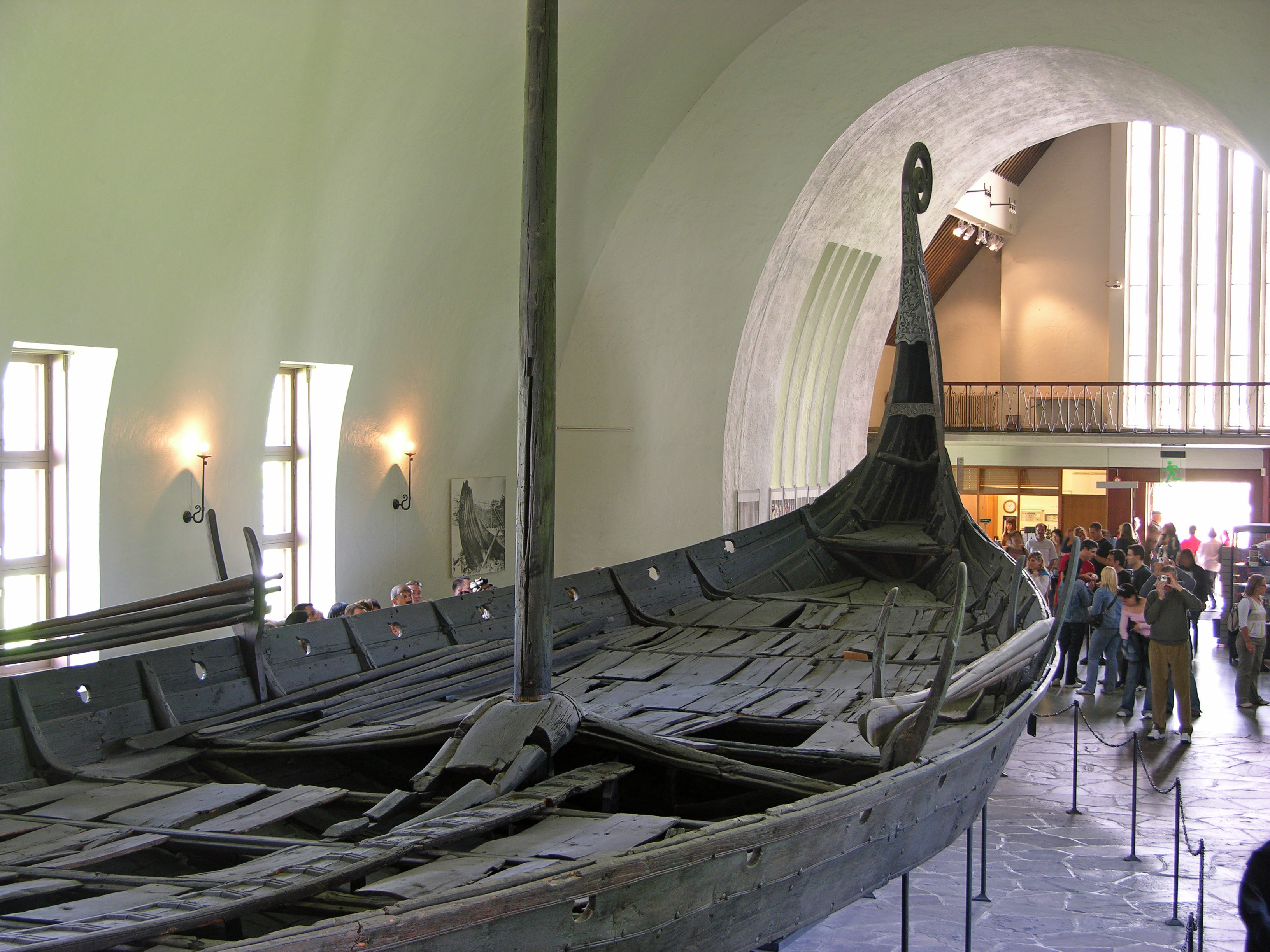
Het Osebergschip in het Vikingschipmuseum

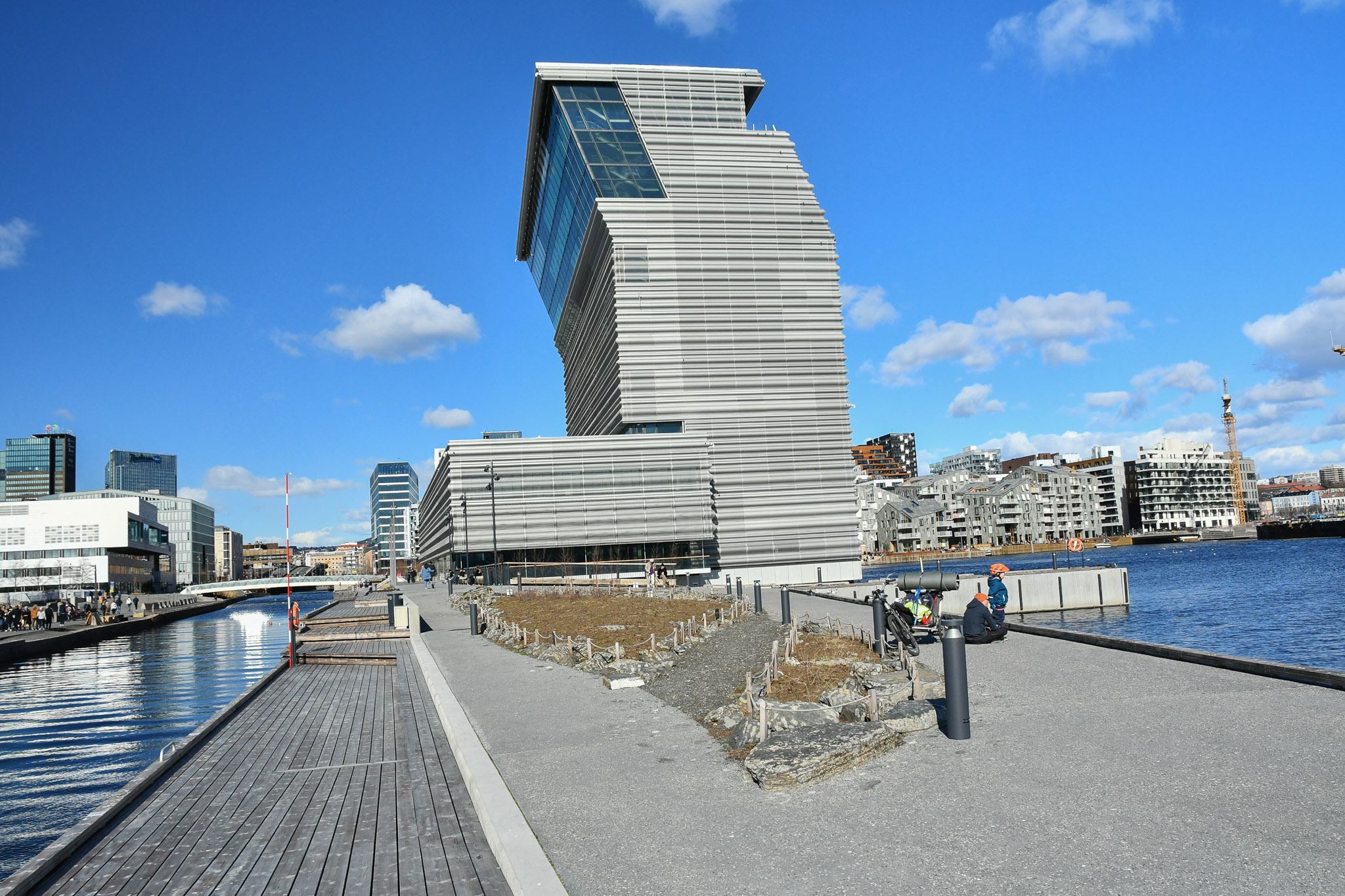
MUNCH

Naast de diverse culturele instelling (hierboven beschreven) biedt Oslo ook diverse culturele activiteiten. Zo worden er regelmatig theatervoorstellingen gegeven in het Nationaaltheater. Een bekende artieste uit Oslo is Maria Mena.
Jaarlijks worden er ook verschillende muziekfestivals georganiseerd zoals Norwegian Wood, Øya festival en het Oslo Jazzfestival.

### Musea

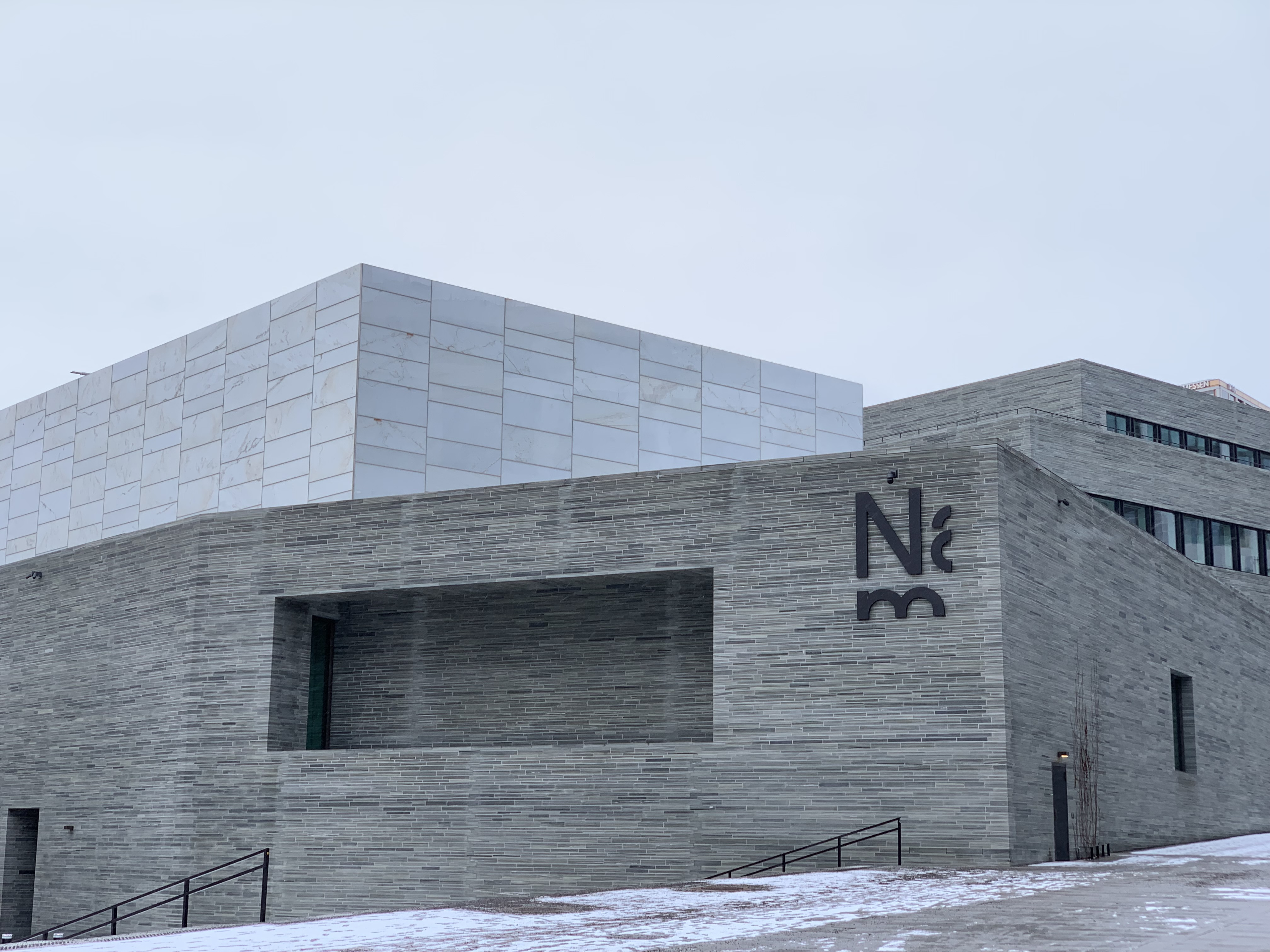
Het in 2022 geopende nieuwe Nasjonalmuseet

Het Nationaal Museum voor Kunst, Architectuur en Design (Noors: Nasjonalmuseet) is sinds 2022 ondergebracht in een gloednieuw gebouw  en herbergt een collectie met grote meesters. Onder de schilderijen is een versie van De Schreeuw van Edvard Munch. Meer werk van Munch is te vinden in het nieuwe Munchmuseum MUNCH, dat in 2021 zijn deuren opende. In 2012 heropende het vernieuwde Astrup-Fearnleymuseum voor Moderne Kunst zich, dat ontworpen werd door architect Renzo Piano. The Viking Planet is een digitaal vikingmuseum. In het Nordisk bibelmuseum worden Bijbels tentoongesteld. Het Nobel Vredescentrum besteedt aandacht aan de Nobelprijs voor de Vrede.
Bygdøy staat bekend als het museumeiland van Oslo, alhoewel het een schiereiland is. Hier bevinden zich diverse musea. In het Vikingschipmuseum, dat onderdeel is van de universiteit van Oslo, worden het Gokstadschip en Osebergschip tentoongesteld. Deze Vikingschepen dateren uit de 9e eeuw, en zijn gevonden in grafheuvels in diverse locaties in Noorwegen. Naast deze schepen zijn er ook objecten tentoongesteld die gevonden zijn bij opgravingen op diverse oude Vikingbegraafplaatsen. Het museum is ontworpen door Arnstein Arneberg en werd voor het eerst geopend in 1926. Een ander museum dat gewijd is aan vikingschepen is het Frammuseum, waar de Fram wordt tentoongesteld. Dit schip is voor diverse ontdekkingsreizen naar de poolstreek gebruikt. Het schip is in 1910 ook gebruikt door Roald Amundsen voor zijn ontdekkingsreis naar de Zuidpool.

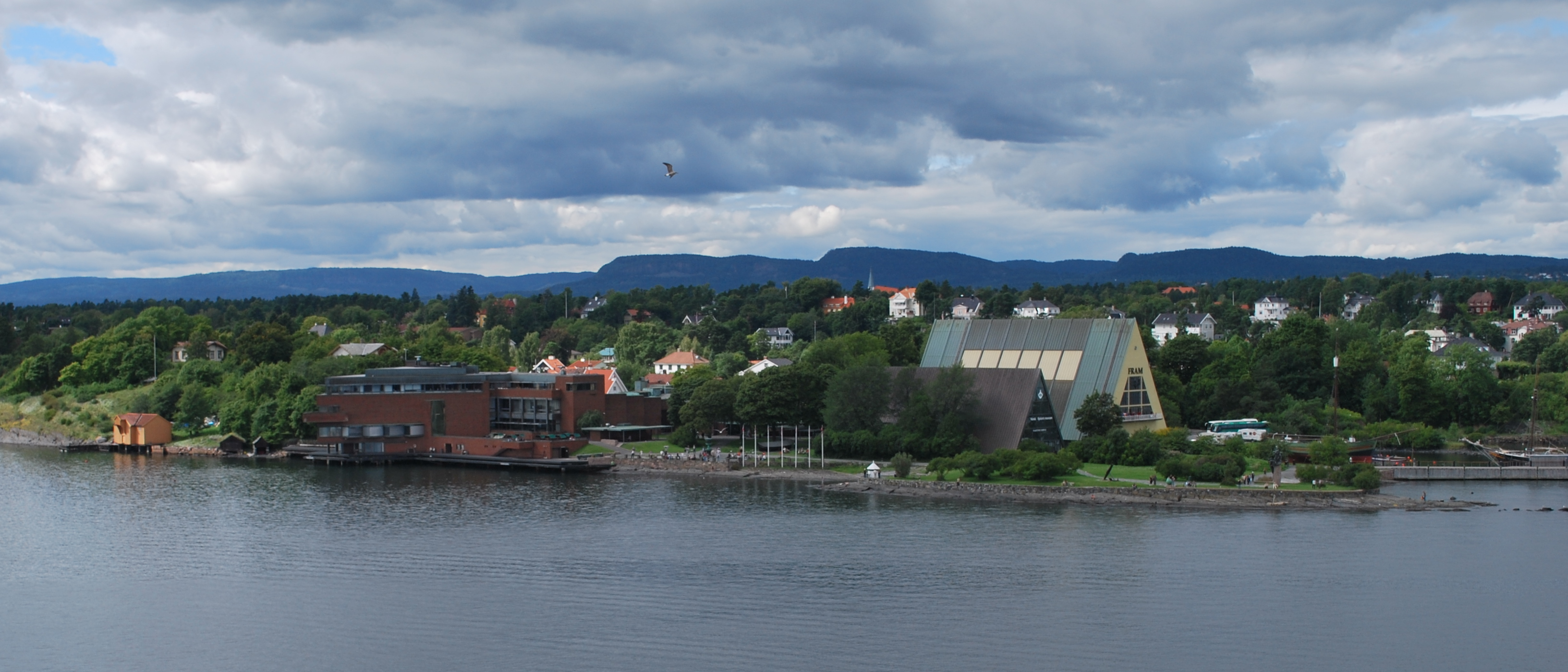
Het Frammuseum en het Noors maritiem museum

Ook op Bygdøy bevindt zich het Norsk Folkemuseum, een openluchtmuseum waar 155 beschermde huizen te bezichtigen zijn, waaronder de Staafkerk van Gol. Ook zijn er klederdrachten uit Noorwegen te zien. Het Kon-Tiki Museet is een museum over De Kon-Tiki-expeditie. De naam Kon-Tiki was door Thor Heyerdahl gegeven aan een vlot tijdens zijn 1947 expeditie en is vernoemd naar de Inca-zonnegod Viracocha. Kon-Tiki is ook de naam voor het boek dat Thor Heyerdahl heeft geschreven over de expeditie. Het is een van de populairste boeken van Noorwegen en is in 70 talen vertaald.
De stad heeft nog enkele andere musea. Het Historisch museum is gevestigd in een jugendstil-gebouw, dat ontworpen is door Henrik Bull. In het museum zijn diverse tentoonstellingen te zien, zoals Noorwegen van steentijdperk tot Vikingtijd, het muntkabinet (een verzameling munten) en een tentoonstelling die gewijd is aan de Afrikaanse cultuur.

### Nationale Bibliotheek
De Nasjonal Biblioteket, de Nationale Bibliotheek van Noorwegen, is in 1989 opgericht. Voor die tijd werd van alle boeken die in Noorwegen werden gepubliceerd een exemplaar bewaard in de bibliotheek van de Universiteit van Oslo. In de Nationale Bibliotheek is een kleine overzichtstentoonstelling te bekijken. In de expositieruimte van het kaartencentrum is een overzichtstentoonstelling te zien van oude atlassen en kaarten van Noorwegen.   

### Media
Diverse nationale mediaondernemingen zijn gevestigd in Oslo. Zo worden de kranten Aftenposten, Verdens Gang, Dagbladet, Dagsavisen, Vårt Land, Nationen en Klassekampen gepubliceerd in Oslo. Naast de schrijvende pers is ook de publieke zender NRK gevestigd in Marienlyst in Oslo, daarnaast is de commerciële zender TV Norge ook gevestigd in Oslo.

### Sport

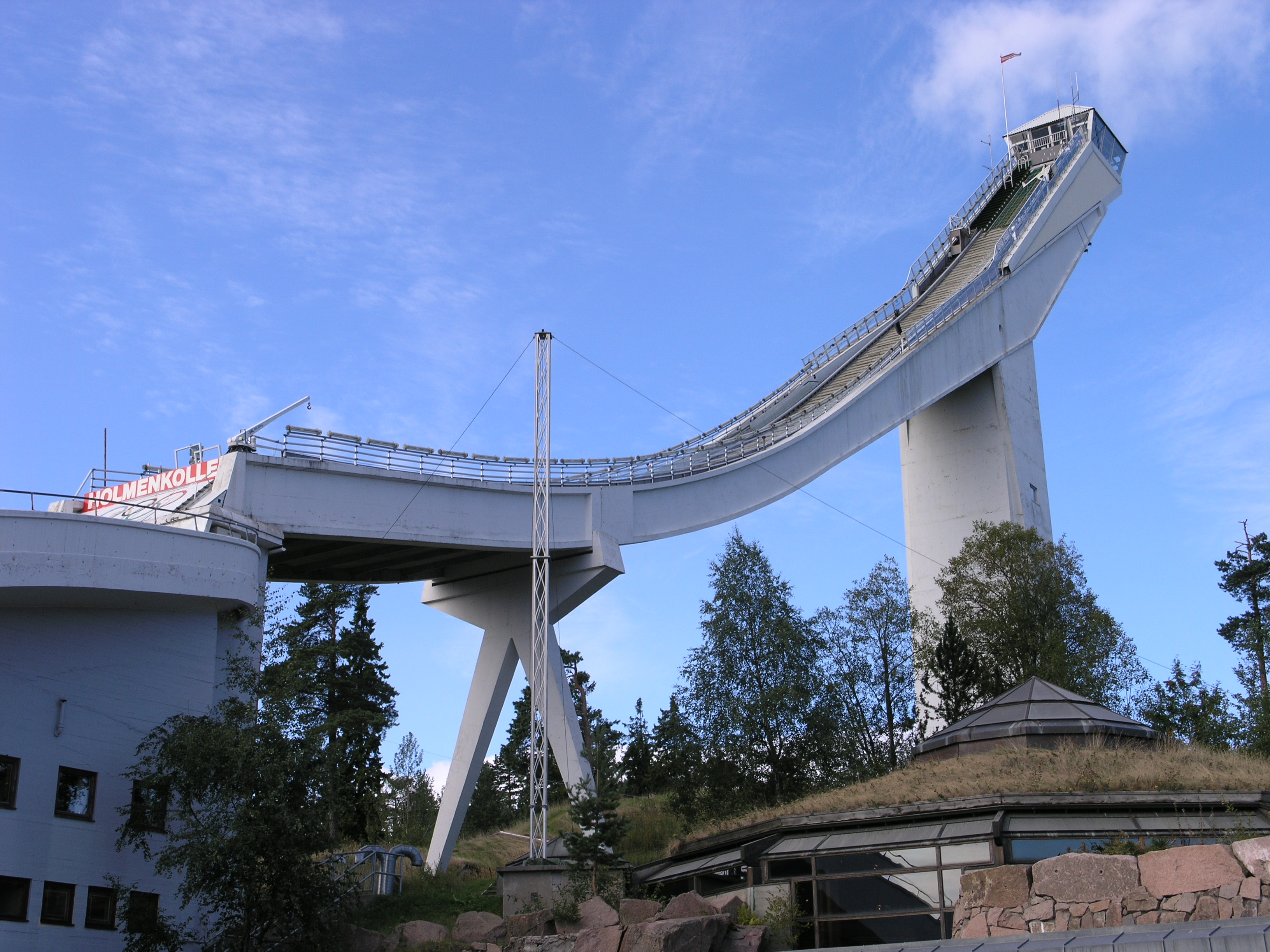
Holmenkollen

Oslo was de gastheer voor de Olympische Winterspelen 1952. Met uitzondering van het skiën in Norefjell, vonden alle gebeurtenissen binnen de stadsgrenzen plaats. De Holmenkollenschans is een belangrijke wintersportaccommodatie die voor deze Winterspelen werd gebruikt.
Het Bislett Stadion werd bij de Olympische Spelen gebruikt voor het schaatsen, maar de laatste jaren is het stadion vooral bekend vanwege het jaarlijkse atletiekevenement Bislett Games. Het gehele Bislett stadion is herbouwd en formeel geopend voor de Bislett Games op 29 juli 2005. De Valle Hovin kunstisbane wordt nog wel gebruikt voor schaatswedstrijden.
Oslo is de thuisbasis voor een enkele voetbalclubs. Vålerenga IF is vijfvoudig landskampioen en speelt haar wedstrijden in de Intility Arena. Tweevoudig landskampioen FC Lyn Oslo en eenmalig landskampioen Skeid Fotball spelen niet meer op het hoogste niveau. Het uit voorsteden van Oslo afkomstige Lillestrøm SK en Stabæk Fotball doen dat wel. Het Ullevaalstadion is eigendom van de NFF en wordt gebruikt voor interlands.
In 1993 werden de wereldkampioenschappen wielrennen in Oslo georganiseerd. De wegwedstrijd voor de herenprofessionals werd gewonnen door de Amerikaan Lance Armstrong.
In Oslo zijn in 1986, 1990, 1999, 2000, 2002 en 2016 de Wereldkampioenschappen biatlon georganiseerd. Tevens vinden er regelmatig wedstrijden plaats voor de Wereldbeker biatlon.
Oslo was in 1958 en 1999 gastheer van het WK ijshockey.

## Onderwijs

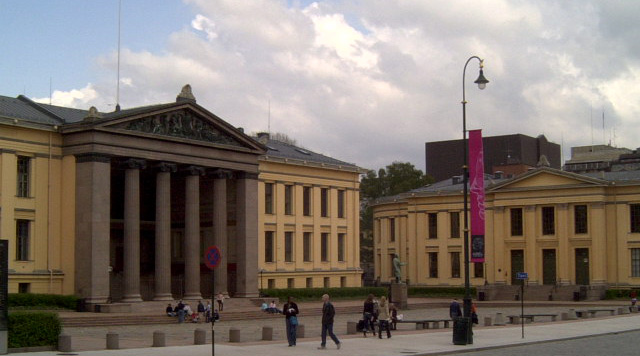
Juridische faculteit van de universiteit van Oslo

Omdat Oslo de hoofdstad van Noorwegen is en een belangrijke regiofunctie heeft zijn er diverse academische instellingen en scholen gevestigd in de stad.
- Universiteit van Oslo (Universitetet i Oslo)
- Staatsuniversiteit Oslo (Høgskolen i Oslo)
Dit is de grootste universiteit van Noorwegen met 26.000 studenten en ongeveer 1000 medewerkers.
- Noorse Management School
- School van de Informatietechnologie (Norges Informasjonsteknologiske Høyskole)
- School van Architectuur en Ontwerp (Arkitektur- og designhøgskolen i Oslo)
- Noorse Universiteit van Sport en de Noorse Academie van de Lichamelijke opvoeding (Norges idrettshøgskole)
- Noors Lutherse school van Muziek (Norges musikkhøgskole) en Theologie (Det teologiske Menighetsfakultet - MF)

## Politiek
De stad Oslo is tevens een provincie in Noorwegen en wordt geregeerd door de stadsoverheid (Byråd) die op het parlementair principe is gebaseerd. Het hoogste gezag van de stad is de gemeenteraad. Deze bestaat uit 59 algemeen verkozen vertegenwoordigers. De stadsoverheid bestaat uit zes door de gemeenteraad benoemde overheidsleden, genoemd commissarissen.

## Verkeer en vervoer
Oslo genereert als hoofdstad van Noorwegen en als streekcentrum veel verkeer. Er zijn diverse mogelijkheden om de stad te bereiken. Oslo gaat vanaf 2019 auto's weren uit de binnenstad. Ter compensatie wordt er 60 kilometer aan fietspad aangelegd.

### Luchtvaart
Oslo is per vliegtuig bereikbaar via de luchthaven Oslo Gardermoen die 50 km ten noorden van de stad is gelegen. De luchthaven is aangesloten op de spoorlijn naar het noorden en heeft een snelle treindienst, Flytoget met de stad.

### Veerboten
Via de Oslofjord ligt is de stad eenvoudig te bereiken over het water. Er zijn dagelijkse veerbootverbindingen met:
- Kiel, (Duitsland)
- Kopenhagen, (Denemarken)
- Frederikshavn, (Denemarken)
- Hirtshals, (Denemarken)
- Nesodden, (Noorwegen)

### Spoorwegen
Oslo Sentralstasjon is het belangrijkste spoorwegstation van Oslo en van Noorwegen. Er vertrekken treinen in de richtingen van Trondheim, Bergen, Stavanger, Stockholm, Göteborg en Kopenhagen. In 2004 waren de Noorse treinen de derde meest punctuele van Europa. In de eerste vier maanden van 2005 reed 92,9% van de treinen op tijd. Vooral in de winter kunnen de weersomstandigheden zoals sneeuw en stormen vertragingen en annuleringen veroorzaken op de routes die de centrale bergen doorkruisen. Er zijn niet heel veel internationale treinverbindingen met Zweden, er rijden zes treinen per dag naar Göteborg en vijf treinen per dag naar Stockholm. Er rijden geen nachttreinen meer tussen Oslo en Zweden.
Oorspronkelijk waren er twee kopstations: Oslo Oost en Oslo West met spoorlijnen aan respectievelijk de oostzijde en de westzijde. Een doorgaande Oost-West tunnelverbinding werd in 1981 geopend, station Oslo West werd gesloten en bij station Oslo Oost werd het huidige Centraal Station gebouwd.

### Openbaar vervoer

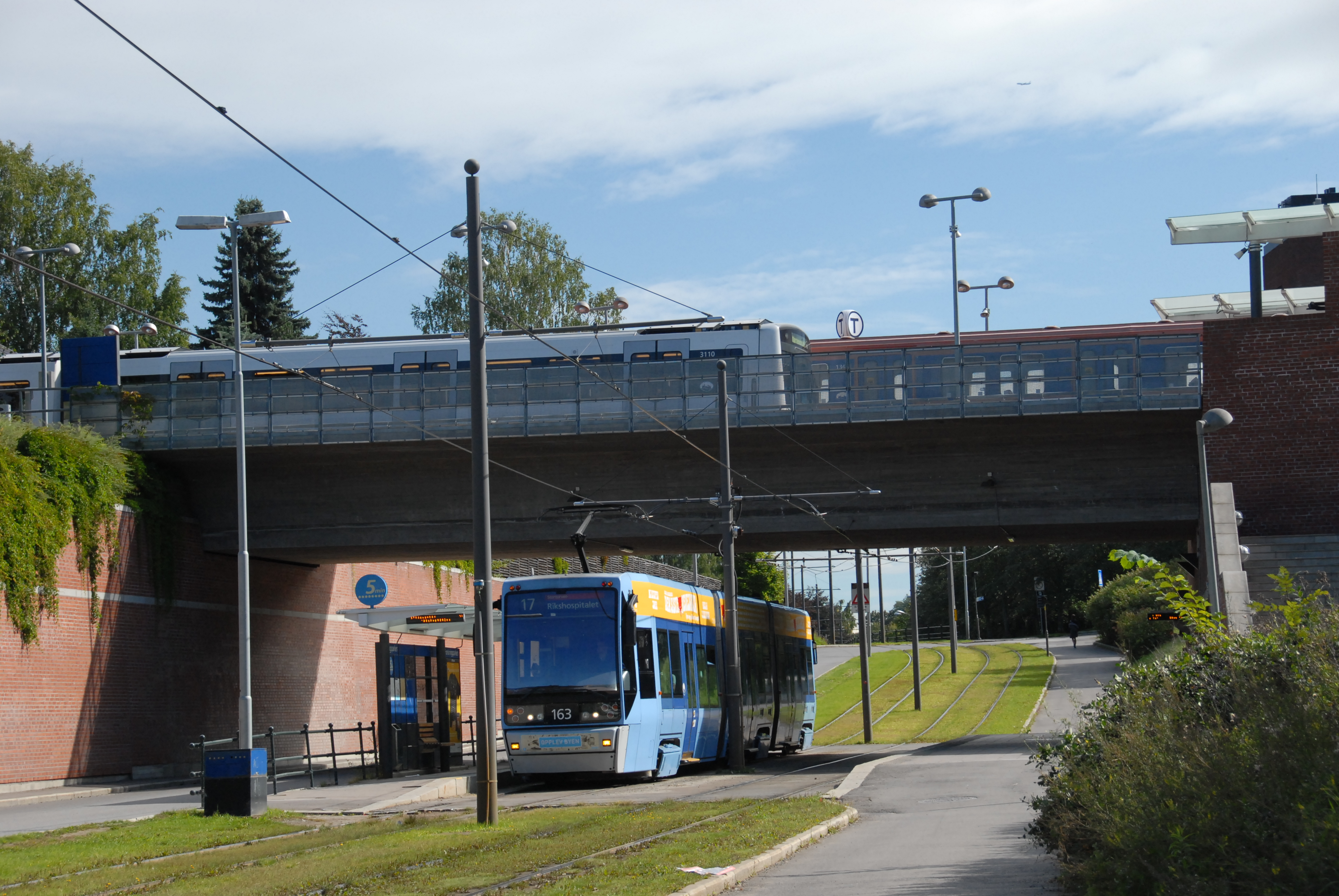
Metro en tram in Oslo

Al het openbaar vervoer binnen Oslo werkt op het gemeenschappelijke kaartjessysteem Sporveier, dat vrij overstappen toestaat binnen een periode van één uur na het kopen van een kaartje.
Oslo heeft beschikking over de volgende openbare vervoerssystemen: bus, tram (Oslotrikken), metro, veerboten naar de eilanden van Oslo en de trein.
Ook heeft Oslo een netwerk van leenfietsen, tegen een kleine bijdrage, die op een groot aantal plaatsen in de stad staan gestald.

## Partnersteden
- Göteborg (Zweden)
- Kopenhagen (Denemarken)
- Reykjavik (IJsland)
- Rotterdam (Nederland), sinds 1945
- Sint-Petersburg (Rusland)

## Naamgenoten
In Amerika is er een plaats die is vernoemd naar Oslo, Oslo in de staat Minnesota. Deze stad is gesticht door Noorse emigranten, en ook nu nog zijn zo'n 40% van de inwoners van Noorse afkomst. Ook in Florida is er een Oslo.